# Francisco Manuel da Silva
Francisco Manuel da Silva (ur. 21 lutego 1795 w Rio de Janeiro, zm. 8 grudnia 1865 tamże) – brazylijski kompozytor i dyrygent.

## Życiorys
Początkowo uczył się muzyki u Joségo Maurícia Nunesa Garcii, następnie w latach 1816–1821 studiował kontrapunkt i kompozycję u przebywającego w Rio de Janeiro Sigismunda Neukomma. Od 1809 do 1831 roku działał kolejno jako śpiewak, tympanista i wiolonczelista w kapeli nadwornej. Po abdykacji cesarza Piotra I skomponował Hino ao 7 de Abril, po proklamowaniu republiki w 1889 roku przyjęty z nowym tekstem jako hymn państwowy Brazylii. W 1833 roku założył Sociedade Beneficência Musical, a od 1834 roku dyrygował Sociedade Filarmônica. Od 1841 roku był kompozytorem nadwornym cesarza Piotra II, a w 1842 roku otrzymał oficjalny tytuł kompozytora kapeli cesarskiej. W 1847 roku założył konserwatorium w Rio de Janeiro.
Skomponował operę O prestigio da lei, ponadto był autorem licznych hymnów, utworów na fortepian i kompozycji religijnych. Opublikował prace Compêndio de música prática (1832), Compêndio de música (1838), Compêndio de príncipios elementares de música (1848) i Método de solfejo (1848).